# Flughafen Hamburg
Luchthaven Hamburg (IATA: HAM, ICAO: EDDH), (Duits: Flughafen Hamburg, officieel: Hamburg Airport Helmut Schmidt, voorheen: Flughafen Hamburg-Fuhlsbüttel) is een internationale luchthaven gelegen in de Duitse stad Hamburg in de wijk Fuhlsbüttel. De geschiedenis van de luchthaven in Fuhlsbüttel gaat terug tot het jaar 1911, en daarmee is het de oudste luchthaven ter wereld die nog op zijn oorspronkelijke locatie in exploitatie is.
In januari 2016 werd bekend dat er een naamswijziging komt voor de luchthaven naar aanleiding van het overlijden en ter ere van voormalig Bondskanselier en tevens Hamburger Helmut Schmidt. De bestaande officiële naam Hamburg Airport en het bijbehorende merk HAM gaan als bijnaam verder. De naamswijziging is inmiddels uitgevoerd. Daarmee volgt de luchthaven het voorbeeld uit Berlijn (Willy Brandt) en München (Franz Josef Strauß).
In 2015 maakten er ongeveer 15,6 miljoen passagiers gebruik van de luchthaven en het is daarmee qua passagiersaantal de vijfde luchthaven van Duitsland. De luchthaven is een hub voor Lufthansa dochtermaatschappij Eurowings en voor prijsvechters easyJet en Ryanair. De drukste verbinding op de luchthaven is deze met München.
Vanwege het feit dat de luchthaven tevens de uitwijkluchthaven is voor Finkenwerder, het vliegveld en de fabricatielocatie van Airbus, zijn de start- en landingsbanen en platforms geschikt voor de Airbus A380.

## Geschiedenis
De oorsprong van de luchthaven Hamburg gaat terug naar 1911, waar met private middelen de Hamburger Luftschiffhallen GmbH (HLG) in Fuhlsbüttel opgericht werd. Een plaats van ongeveer 45 hectare waar tot 1913 alleen Zeppelins konden landen. In 1913 werd het vliegveld met 60 hectare uitgebreid zodat ook vliegtuigen konden landen. In de Eerste Wereldoorlog werden de Zeppelinhallen alleen door militairen gebruikt tot in 1916 de hallen onbruikbaar werden door een brand. De HLG bouwde de hallen opnieuw, maar moest gebruik daarvan onmogelijk maken vanwege het Verdrag van Versailles.
Toch werd het vliegveld opnieuw in 1919 in gebruik  genomen met de start van de eerste lijnverbinding met Berlijn, uitgevoerd door de Deutsche Luft-Reederei (DLR). In 1920 begon de KLM het vliegveld te gebruiken voor een tussenstop op de lijn tussen Amsterdam, Rotterdam en Kopenhagen. In dat jaar werden ook de eerste statistieken geteld; 348 vliegbewegingen en 241 passagiers.
In 1929 was de eerste terminal klaar voor gebruik. Pas in 1934 verklaarde de toenmalige senator van Hamburg de belemmeringen van het Verdrag van Versailles als ongegrond zodat het uitbouwen mogelijk was. In de jaren 30 was de verbinding Hamburg - Bagdad de langste ter wereld. De verbinding telde vier tussenstops.
Ten tijde van de Tweede Wereldoorlog zijn dwangarbeiders gebruikt om de luchthaven te camoufleren.
In 1945 deed de naam Hamburg Airport zijn intrede vanwege de Britse bezetters. Op 3 mei 1945 werd de luchthaven door de stad Hamburg, volledig ongeschonden overgedragen aan de Britse strijdkrachten. Binnen enkele maanden werd de luchthaven door de Britten uitgebreid met een 1465 meter lange start- en landingsbaan en verschillende taxibanen naar de terminal. In de zomer van 1946 werd de luchthaven weer operationeel voor de civiele luchtvaart. De eerste naoorlogse verbinding was Londen - Amsterdam - Hamburg - Berlijn, uitgevoerd door British European Airways. Begin 1947 volgde de KLM, SAS en Sabena op de verbindingen Amsterdam - Hamburg, Kopenhagen - Hamburg en Brussel - Hamburg.
Eind 1947 werd door de Britten opdracht gegeven voor een verdere uitbreiding van de luchthaven, dit vanwege de grote stijging in vliegverkeer. Er werden plannen gemaakt voor twee nieuwe start- en landingsbanen. De Hauptlandebahn en de Nebenlandebahn werden zo aangelegd dat vliegtuigen zonder hindernis aan konden vliegen. Eind 1948 werden beide nieuwe banen opgeleverd en in gebruik genomen. 
Deze werden direct gebruikt voor de Berlijnse Luchtbrug waar de luchthaven een onderdeel van was. Er werd ruim plaats geboden voor Britse maatschappijen die daaraan deelnamen. De luchthaven was tevens de enige Duitse civiele luchthaven die onderdeel was van de luchtbrug die eind 1949 afgesloten werd.
Op 1 oktober 1950 kwam de luchthaven weer in volledig Duitse handen en werd de Hamburger Flughafenverwaltung GmbH verantwoordelijk voor het opereren daarvan. In 1955 werd de luchthaven Hamburg de basis voor Lufthansa, die de eerste binnenlandse verbinding met München en de internationale verbinding met New York voor rekening nam. Lufthansa bleef Hamburg als thuisbasis houden tot de luchthaven van Frankfurt deze taak overnam. De techniekdivisie van Lufthansa genaamd Lufthansa Technik  bleef gevestigd in Hamburg en het is tevens het grootste bedrijf (met ongeveer 8000 medewerkers) binnen de luchthaven.
Sinds de jaren 60 zijn er steeds meer geluiden die zich tegen de luchthaven richten. Niet zozeer de luchthaven, maar ook de gebieden met veel woningbouw eromheen zijn in rap tempo uitgebreid. Er werden plannen gemaakt om de luchthaven te verplaatsen naar Heidmoor in de nabijheid van Kaltenkirchen in Sleeswijk-Holstein. Dit vanwege de grote mate van geluidsoverlast in Hamburg zelf maar ook in de plaatsen Quickborn en Norderstedt. De plannen uit de jaren 60 voor een nieuw te bouwen "mega" luchthaven zijn pas in 2013 volledig afgewezen. De grote meerderheid van de werkgelegenheid in Hamburg bestaat uit de dienstensector die een luchthaven op zeer korte afstand essentieel achten, tevens hebben negatieve ervaringen elders in Duitsland, zoals de bouw van luchthaven Berlijn-Brandenburg effect gehad op de besluitvorming.

### HAM21
HAM21 was de benaming voor een groot moderniseringsproject wat heeft plaatsgevonden rondom de terminals van Hamburg Airport. Het is de grootste verbouwing geweest aan de luchthaven. Deze verbouwingsperiode heeft tussen 1990 en 2009 plaatsgevonden en bestond uit de sloop van de bestaande gebouwen en de bouw van de hedendaagse Terminals 1 en 2 en het "Airport Plaza". In beide gebouwen ligt de aankomsthal gelijkvloers en de vertrekhal op de eerste verdieping. In het "Airport Plaza" gebouw is sinds 2009 de veiligheidscontrole gehuisvest met daarachter meerdere "taxfree winkels". De voormalige Terminal 1 is omgebouwd naar een locatie voor evenementen en draagt tegenwoordig de naam "Terminal Tango". Het laatste deel, de bouw van een Radisson Blu hotel werd in 2009 afgerond.

## Ligging en bereikbaarheid
De luchthaven ligt op 8,5 kilometer ten noorden van het centrum van Hamburg en behoort tot het district Hamburg-Noord in stadsdeel Fuhlsbüttel. De luchthaven is gelegen aan de B433 die aansluit op de A7
Sinds december 2008 is door de bouw van Station Hamburg Airport en een tunnel vanaf Hamburg-Ohlsdorf, de luchthaven aangesloten op de S-Bahn van Hamburg. Er gaat een rechtstreekse verbinding naar het centrum van de stad en het centraal station. De reisduur bedraagt 25 minuten.